# Corneil et Bernie
Corneil et Bernie est une série télévisée d'animation française en 104 épisodes de 13 minutes, créée par les frères Franck, Stéphane et Emmanuel. Elle fut d'abord diffusée au Québec à partir du 6 septembre 2003 à la Télévision de Radio-Canada. La première saison a été diffusée en France du 11 novembre 2003 au 1er janvier 2004 sur France 3 dans l'émission T O 3. Une deuxième saison a commencé sa diffusion sur Gulli à partir du 11 janvier 2014. 
La série relate les aventures d'un chien qui parle, Corneil, et de son dogsitter, Bernie Barges.
La série fut par la suite rediffusée sur Canal J dès 2004 et sur Boing à partir du 8 janvier 2013.

## Synopsis
Corneil est un chien surdoué possédant un quotient intellectuel de 250 (d’après l'épisode : Intelligence superficielle, un tel Q.I. n'étant pas possible), il peut non seulement s'exprimer dans un français parfait, mais il est aussi plus intelligent que la plupart des êtres humains. Il est arrivé à la conclusion qu'aucune vie ne peut être plus agréable que celle d'un animal domestique choyé, et c'est pourquoi il fait tout ce qu'il peut pour ne pas dévoiler son secret à ses propriétaires. Mais le plan s'avère plus compliqué que prévu quand ces derniers engagent le jeune Bernie Barges pour servir de dogsitter, et que Bernie apprend le secret de Corneil par accident. Même s'ils passent leur temps à se disputer, Corneil utilise bien souvent son intelligence particulière pour sortir Bernie de toutes sortes de mauvais pas.
La majorité des épisodes est basée sur l'inquiétude de Corneil de laisser savoir aux autres qu'il a une capacité de réflexion et de parole hors du commun. La seule personne à savoir qu'il parle est Bernie. Bernie découvre que Corneil parle par accident, et manque malheureusement d'intelligence et de maturité. Toute cette histoire plonge Corneil dans une position inconfortable. L'histoire se déroule à New York (le drapeau américain et le NYPD sur les voitures de police apparaissent dans quelques épisodes).

## Fiche technique
- Titre français : Corneil et Bernie
- Création : Stéphane Franck et Emmanuel Franck
- Réalisation : Albert Pereira Lazaro (saison 1) et Paul Guidal (saison 2)
- Décors : Laurence Etienne
- Montage : Thibaud Caquot (saisons 1 et 2) et Benjamin Schrepf (saison 2)
- Musique : Dimitri Bodianski, Bruno Guéraçague et Nicholas Varley
- Production associée : Marie-Caroline Villand
- Production déléguée : Roch Lener et Jonathan Peel
- Production exécutive : Emmanuel Franck, Marie-Caroline Villand (saison 2)
- Société de production : Millimages, France 3 (saison 1)
- Pays d'origine :  France
- Langue originale : français
- Format : couleur - 1,78:1 - son stéréo
- Genre : série d'animation
- Durée : 13 minutes par épisode

## Distribution
- Michel Elias : Corneil Grimond, John, Oncle Rico
- Emmanuel Garijo : Bernie Barges, voix additionnelles
- Christophe Lemoine : Roméo, Herbie, voix additionnelles
- Maïk Darah : Jenny, Martha (saison 2), Régina (saison 2), voix additionnelles (saison 2)
- Marie Vincent : Beth (saison 1)
- Danièle Hazan : Julie, Tante Berthe, Karen (saison 1), Mme Martin (saison 1), voix additionnelles
- Marine Boiron : Mme Solo, Martha (Saison 1)
- Brigitte Virtudes : Beth (saison 2), Karen (saison 2), Mme Martin (saison 2)
- Vincent Ropion : Frank / voix additionnelles
- Marc Perez : Joe Scoundrel, voix additionnelles
- Marie Diot : Voix additionnelles (saison 2)

## Personnages
- Si vous ne connaissez pas le sujet, laissez ce bandeau (vous pouvez alors contacter les auteurs).
- Si vous supprimez le contenu mis en cause (vous pouvez préalablement contacter les auteurs),

argumentez précisément cette suppression dans la page de discussion
(un manque de référence n'est pas un argument ; une recherche réelle de référence doit avoir été effectuée, être formellement documentée).
- Corneil Grimond est un chien qui parle grâce à son Q.I. de 250[4][source insuffisante] et possède un sens de la déduction hors-norme. La race de Corneil est inconnue et, dans un épisode, il a également une peur panique de l'eau. Il est constamment tourmenté par son dogsitter Bernie Barges. La phrase récurrente de Corneil est « Regarde bien mes babines Bernie ». Corneil est également un chien assez égoïste, maniaque, pour qui ne compte que la morale et l'idée que quelqu’un puisse un jour découvrir son secret le rend à la limite paranoïaque. Corneil peut aussi s'inquiéter pour rien. Par exemple dans l'épisode : Garde ton corps, Corneil et Bernie voient un homme en noir avec une photo de la mairesse avec des billets. Corneil pense que l'homme en noir veut tuer la mairesse. Mais Corneil se trompe, car l'homme en noir ne voulait pas tuer la mairesse, mais lui apporter la photo pour l'entreprise de la maitresse

- Bernie Barges est un lycéen et le dogsitter de Corneil. Bernie est arrogant, égoïste et incroyablement stupide même sur les sujets les plus simples, son Q.I. serait proche de 0, ce ne serait pas étonnant, il est par conséquent le bouc émissaire et la victime de son lycée et ne pense qu'à lui-même, bien que dans certains cas, il réussit à prendre soin de Corneil. Bernie n'est pas un élève studieux, au contraire c’est un vrai cancre qui fait peu d'effort pour s’améliorer. C’est un vrai gaffeur qui tente de se donner bonne image (principalement pour la célébrité) mais finit toujours par se ridiculiser ou à entraîner des catastrophes monumentales autant son entourage que la police, des anonymes ou même le maire. Il est très enfantin dans ses goûts : bande dessinée, blagues et connaît peu de choses du quotidien ou de la culture, principalement car il ne s’interesse pas à autre chose que lui même. Il a cependant une certaine motivation lorsqu’il veut prouver son point et est prêt à tout. Très amoureux, il tombe quasiment tout le temps sous le charme d’une fille. Sa débilité et sa crédulité en font également le cobaye pour le comble de personnes scrupuleuses. Il peut même être lache et serait prêt à trahir Corneil  sous la menace où parce que ça arrange ses problèmes, il prend également rarement ses responsabilités pour reconnaître ses torts, blâmant les autres à sa place. Il est aussi horriblement sans gêne et n’hésite pas à commettre des délits tél que le chantage, l’usurpation d’identité ou l’escroquerie sans honte ou remords ,ce trait de caractère en fait souvent l'antagoniste de l'épisode, de plus c’est un gros trouillard qui ne se respecte pas lui même et laisse tout le monde le malmener. Si Corneille représente l’évolution, Bernie est plus proche de l’animal et représente la déchéance de l’évolution humaine. Il est impossible de savoir ce qui est réellement arrivé à ses parents. Bernie a cependant des qualités comme celle de chauffeur de salle ou présentateur et son attitude font que les enfants l’adorent.

- John et Beth : John et Beth sont les riches maîtres de Corneil. Ils font confiance à leur dogsitter Bernie pour veiller sur Corneil. Ils chouchoutent Corneil. Ils accueillent souvent quelques célébrités chez eux.

- Tante Berthe : grand-tante de Corneille, elle se recueille chez ses neveux John et Beth après avoir perdu Bobby, le chien de sa sœur qui a déménagé dans une autre ville. En pleine dépression elle va trouver du réconfort auprès de Corneille, mais va jusqu'à le confondre avec Bobby.

- Tante Gina : tante de Bernie, elle tient un salon de coiffure délabré, Bernie devant y aller va faire passer son salon pour un toiletteur pour que Corneil passe à sa place.

- Oncle Rico : Oncle Rico est l'oncle de Bernie et vivent dans le même bâtiment que les maîtres de Corneil. Il travaille en tant que gardien de l'immeuble. Oncle Rico n'a jamais eu son diplôme, mais il l'obtient finalement grâce à Mme Martin, la principale du lycée de Bernie.
- Madame Solo : est l'un des méchants voisins de l'appartement de Bernie et Corneil. Elle les déteste parce qu'ils se mettent toujours en travers de son chemin, et elle a une fois frappé Corneille avec son parapluie et ce dernier a obligé Bernie à la poursuivre en justice. Dans l'épisode Ça va pas, elle se révèle même manipulatrice et maître chanteur: Bernie voulant la remercier pour avoir remplacé la statue de son oncle qu'il avait cassée, celle-ci le force à faire toutes les corvées qu'elle lui confie et menace de révéler la betise de Bernie quand ce dernier refuse.

- Roméo : Roméo, un camarade de classe de Bernie. Roméo joue le rôle du personnage le plus cool et souvent le rival de Bernie, selon les épisodes, il peut être aussi un ami de Bernie. Il est assez vantard, moqueur et sans scrupule mais également peureux.

- Martha : Martha, une autre camarade de classe de Bernie, est habituellement sceptique concernant les dires de Bernie. Journaliste du lycée, elle est aussi très intelligente.

- Mme Martin : Mme Martin est la principale du lycée dans lequel se trouve Bernie. Elle souhaite que son école devienne célèbre mais ses rêves se brisent à cause de Bernie et pense qu'il est la cause de ses problèmes au lycée. Bernie la méprise et ne prend pas vraiment en compte le fait qu’il l’insupporte.

- Karen : Karen est aussi une camarade de classe de Bernie, il a un faible pour elle mais ce n'est pas facile tous les jours pour lui.
- Frank : Frank est le meilleur ami de Roméo, lui aussi c'est un rival à Bernie.
- Regina : La vétérinaire de Corneil.

- Herbi et Jenny : Herbi et Jenny sont les cousins de Bernie et ils vivent à la campagne.

## Diffusion internationale
La série est intitulée Watch My Chops au Royaume-Uni, d'après la phrase récurrente de Corneil (en français « Regarde bien mes babines »), elle est diffusée sur CBBC de 2004 à 2007. Aux États-Unis, elle a été diffusée sur Nicktoons également de 2004 à 2007 mais sous le nom de Corneil & Bernie. La série est également doublée en occitan sous le nom de Cornilh e Bernat, elle est diffusée sur la chaîne ÒC tele.

## Produits dérivés

### DVD
En France, plusieurs volumes de la saison 1 ont été commercialisés,,,.

### Autres
Corneil et Bernie : Sauve qui peut ! est un jeu vidéo édité par Millimages, sorti le 15 janvier 2013 sur iOS et Android. Un livre dérivé de la série, intitulé Corneil et Bernie : Un gorille dans la ville !, est paru le 7 juin 2013 par Jungle Kids.

## Audiences
Le lundi 10 mai 2010, la première saison fait partie des plus hautes audiences de Gulli avec 668 000 téléspectateurs.